# أبو علي بن محمد
أبو علي بن محمد، كان ملك سلاسة الغوريون. خلف والده محمد بن سوري عام 1011، بعد خلع الأخير من قبل محمود الغزنوي، الذي أرسل بعد ذلك معلمين لتدريس الإسلام في غور. وكان أبو علي ممن اعتنقوا الإسلام في تلك الفترة. بعد ماكان بوذيًا، بدأ في بناء المساجد والمدارس. في كا. 1035، أُطيح به من قبل ابن أخيه عباس بن شيت.